# Monstrul cu ochii verzi
Monstrul cu ochii verzi este un film românesc din 1991 regizat de Alexandru Boiangiu.